# 雅科大楼

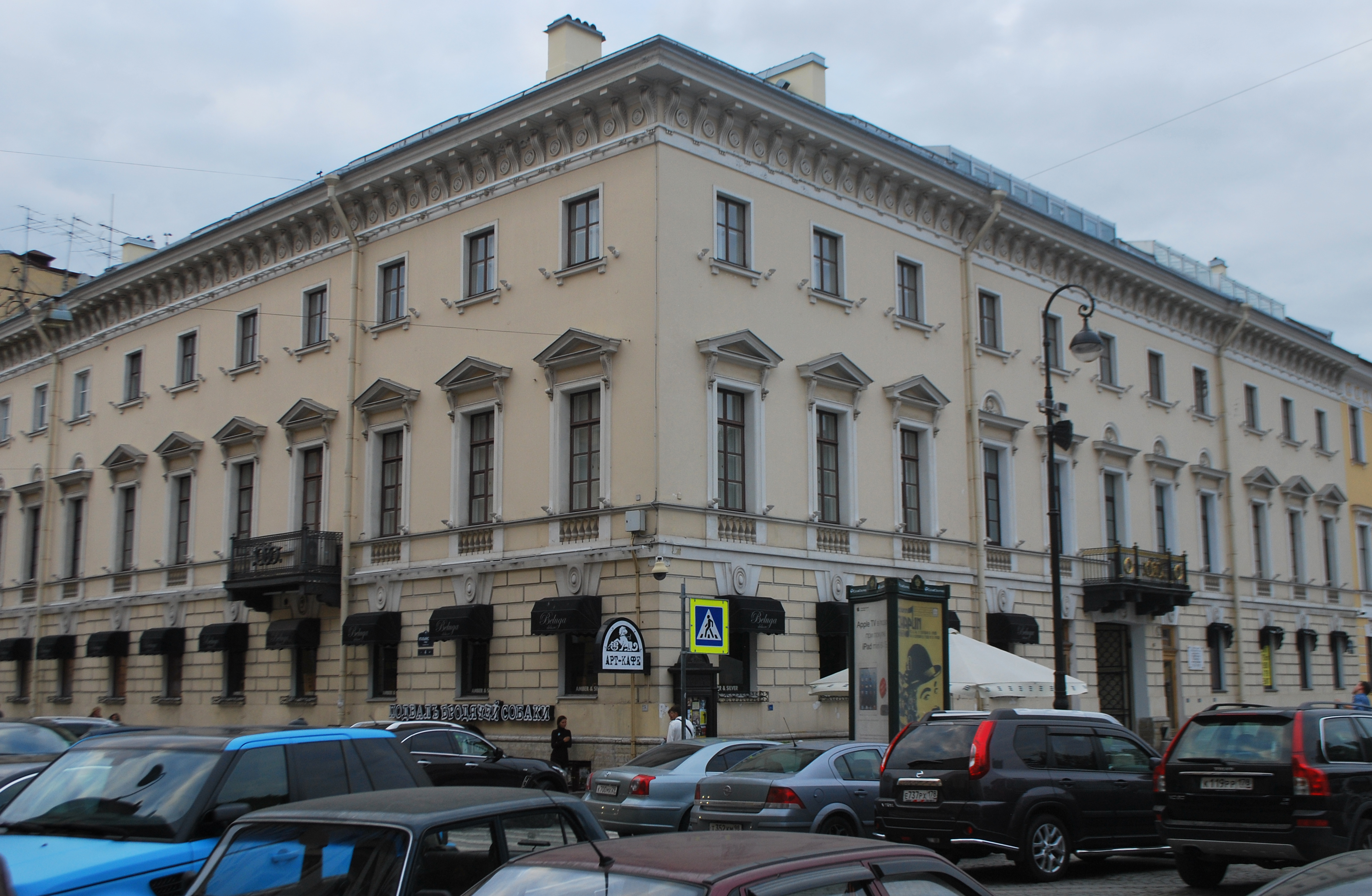

雅科大楼（俄语：До́м Жако́）又名达什科夫大楼（俄语：До́м Да́шкова）是俄罗斯圣彼得堡历史中心的一栋19世纪古典主义公寓大楼，位于艺术广场（Площадь Искусств）5号、意大利街（Итальянская улица）4号。
这座大楼建于1831年。最初属于建筑师帕维尔·彼得罗维奇·雅科（Павел Петрович Жако），他和卡尔·伊万诺维奇·罗西（Карл Иванович Росси）是整个艺术广场建筑群的设计师。后来，该建筑曾重建了好几次。19世纪末，大楼属于书商、收藏家和沙龙领袖帕维尔·达什科夫。
在1999-2001年，对这座保护历史建筑的重建引起的争议广为人知。
在雅科大楼开设的著名的文学咖啡馆流浪狗咖啡馆，在1910年代的白银时代，曾是作家和诗人的聚会场所，已于2001年在原址重新开业。

## 历史

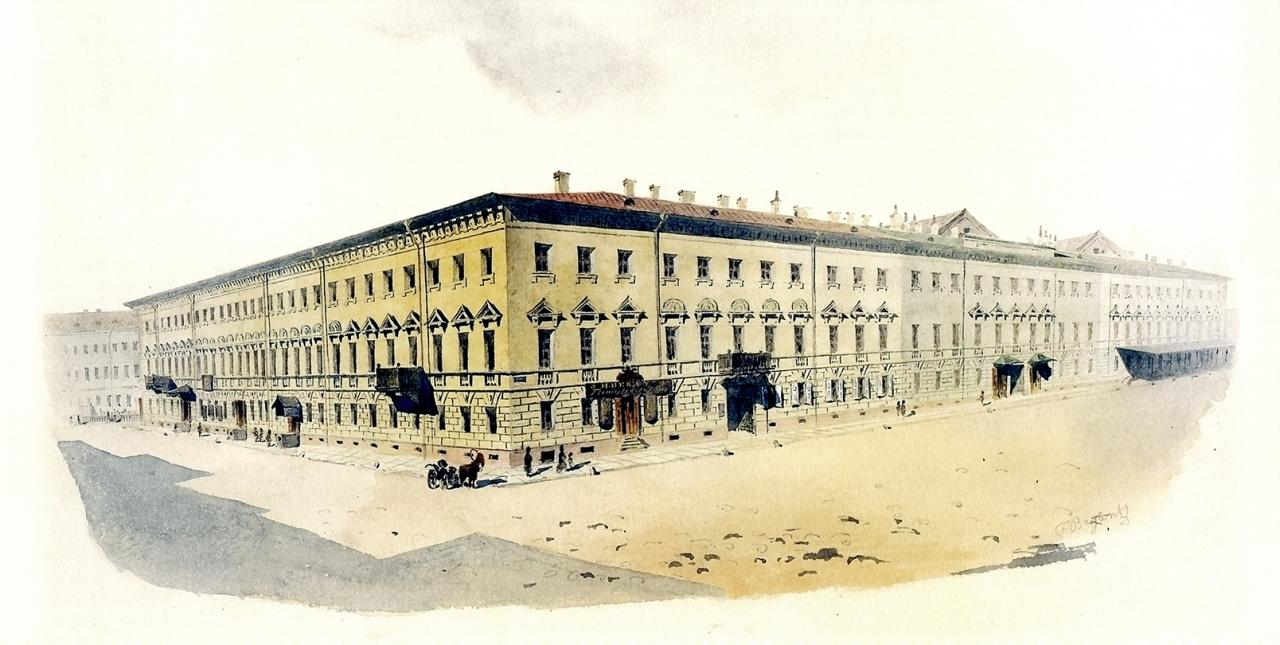
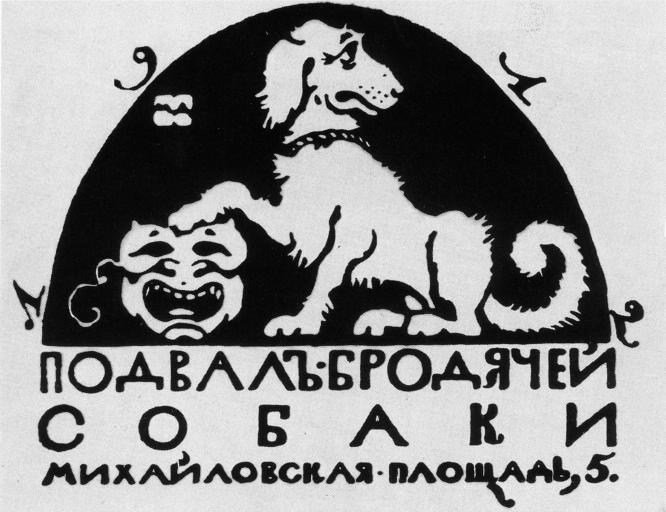
. 1912